# Coupe d'Italie de football
 (août 2024).
La Coupe d'Italie de football (Coppa Italia en italien) est une compétition à élimination directe organisée par la Fédération d'Italie de football (FIGC, Federazione Italiana Giuoco Calcio).
Depuis la saison 2008-2009, la finale de la compétition se joue à élimination directe et non plus en matchs aller-retour, réforme instaurée et justifiée par la Federcalcio pour alléger les calendriers et donner davantage de chance aux petits clubs.
Les tenants de la Coupe d'Italie portent une cocarde vert-blanc-rouge sur leur maillot pour la saison suivante. Il est prévu qu'un club ayant remporté dix fois l'épreuve arbore une étoile argentée sur son maillot, tout comme l'étoile dorée représente dix victoires en championnat. La Juventus est le club le plus titré (15) devant l'AS Roma (9) et l'Inter Milan (9).
Le vainqueur de la Coupe d'Italie est qualifié pour la phase de groupes de la Ligue Europa. Si le vainqueur de la coupe est déjà qualifié pour une compétition européenne par le biais du championnat, la qualification revient à l'équipe ayant obtenu la 6e place du championnat.
Les clubs de Serie A, Serie B et Serie C y participent.

## Histoire

### Origines de la création
La naissance de la Coupe d'Italie s'inscrit dans les événements turbulents qui ont secoué l'organisation du football italien en 1921. Cette année-là, le championnat se divise en deux, avec d'un côté le Championnat de la CCI (Confederazione calcistica italiana) et de l'autre le Championnat de la FIGC.
Ces deux championnats (de la FIGC et de la CCI) furent le résultat d'un schisme à cause du nombre de plus en plus croissant d'équipes prenant part au championnat, celui-ci étant de plus en plus mal organisé. La FIGC a décidé d'étoffer la saison en créant une nouvelle compétition à élimination directe, en parallèle au championnat : la Coupe d'Italie voit pour la première fois le jour. Cependant, elle n'est guère appréciée par les supporters, et elle sera retirée de 1923 à 1935, avant d'être de nouveau remise sur le devant de la scène du football italien.
La légende veut que la Coupe d'Italie fut nommée « Coupe Van Hege » à sa création en hommage à Louis Van Hege élu plus tard le « Joueur le plus populaire du Calcio » par la Gazzetta dello Sport. Les tifosi auraient réclamé une compétition supplémentaire afin de pouvoir admirer un peu plus l'attaquant belge de l'AC Milan aux 98 buts en 91 matchs. Mais ceci n'est qu'une rumeur, le joueur ayant évolué à l'AC Milan de 1910 à 1914 uniquement.

### La confrontation AS Rome/Inter Milan
L’AS Rome participe à six finales entre 2003 et 2010, l’Internazionale en fait de même entre 2005 et 2011. De 2005 à 2008 et en 2010, la finale voit la même affiche, qui oppose les deux clubs. Les Nerazzurri gagnent celles de 2005, 2006 et 2010 et les Giallorossi celles de 2007 et 2008.
La ville de Rome a été représentée en finale huit années consécutives de 2003 à 2010.

## Palmarès

### Palmarès par édition
| N°                                    | Édition | Participants | Vainqueur                                     | Score                                         | Finaliste                                     | Lieu de la finale                                                         | Affluence                                     |
| ------------------------------------- | ------- | ------------ | --------------------------------------------- | --------------------------------------------- | --------------------------------------------- | ------------------------------------------------------------------------- | --------------------------------------------- |
| 1                                     | 1922    | 37           | Vado FC                                       | 1 – 0 ap                                      | Udinese Calcio                                | Stade Ferruccio Chittolina (Vado Ligure)                                  | N/C                                           |
| 1923 à 1926 : Tournoi abandonné.      |         |              |                                               |                                               |                                               |                                                                           |                                               |
| 2                                     | 1927    | 120          | Tournoi annulé après les seizièmes de finale. | Tournoi annulé après les seizièmes de finale. | Tournoi annulé après les seizièmes de finale. | Tournoi annulé après les seizièmes de finale.                             | Tournoi annulé après les seizièmes de finale. |
| 1928 à 1935 : Tournoi abandonné.      |         |              |                                               |                                               |                                               |                                                                           |                                               |
| 3                                     | 1936    | 98           | Torino FC                                     | 5 – 1                                         | US Alexandrie                                 | Stade Luigi-Ferraris (Gênes)                                              | 9 697                                         |
| 4                                     | 1937    | 108          | CFC Genoa                                     | 1 – 0                                         | AS Rome                                       | Stadio Giovanni Berta (Florence)                                          | N/C                                           |
| 5                                     | 1938    | 113          | Juventus FC                                   | 3 – 1 2 – 1                                   | Torino FC                                     | Stade Filadelfia (Turin) Stade Benito Mussolini (Turin)                   | 14 957 9 091                                  |
| 6                                     | 1939    | 142          | Inter Milan                                   | 2 – 1                                         | Novare Calcio                                 | Stade Nationale du PNF (Rome)                                             | N/C                                           |
| 7                                     | 1940    | 156          | ACF Fiorentina                                | 1 – 0                                         | CFC Genoa                                     | Stadio Giovanni Berta (Florence)                                          | N/C                                           |
| 8                                     | 1941    | 156          | Venise FC                                     | 3 – 3 ap 1 – 0                                | AS Rome                                       | Stade Nationale du PNF (Rome) Stade Pier-Luigi-Penzo (Venise)             | 15 000                                        |
| 9                                     | 1942    | 34           | Juventus FC (2)                               | 1 – 1 ap 4 – 1                                | AC Milan                                      | Stade San Siro (Milan) Stade Benito Mussolini (Turin)                     | N/C                                           |
| 10                                    | 1943    | 34           | Torino FC (2)                                 | 4 – 0                                         | Venise FC                                     | Stade San Siro (Milan)                                                    | N/C                                           |
| 1944 à 1957 : Compétition abandonnée. |         |              |                                               |                                               |                                               |                                                                           |                                               |
| 11                                    | 1958    | 32           | SS Lazio                                      | 1 – 0                                         | ACF Fiorentina                                | Stade olympique (Rome)                                                    | N/C                                           |
| 12                                    | 1959    | 77           | Juventus FC (3)                               | 4 – 1                                         | Inter Milan                                   | Stade San Siro (Milan)                                                    | N/C                                           |
| 13                                    | 1960    | 38           | Juventus FC (4)                               | 3 – 2 ap                                      | ACF Fiorentina                                | Stade San Siro (Milan)                                                    | 70 000                                        |
| 14                                    | 1961    | 38           | ACF Fiorentina (2)                            | 2 – 0                                         | SS Lazio                                      | Stade communal (Florence)                                                 | N/C                                           |
| 15                                    | 1962    | 34           | SSC Naples                                    | 2 – 1                                         | SPAL                                          | Stade olympique (Rome)                                                    | N/C                                           |
| 16                                    | 1963    | 38           | Atalanta Bergame                              | 3 – 1                                         | Torino FC                                     | Stade San Siro (Milan)                                                    | 30 000                                        |
| 17                                    | 1964    | 38           | AS Rome                                       | 0 – 0 ap 1 – 0                                | Torino FC                                     | Stade olympique (Rome) Stade communal (Turin)                             | N/C                                           |
| 18                                    | 1965    | 38           | Juventus FC (5)                               | 1 – 0                                         | Inter Milan                                   | Stade olympique (Rome)                                                    | N/C                                           |
| 19                                    | 1966    | 38           | ACF Fiorentina (3)                            | 2 – 1                                         | Catanzaro Calcio                              | Stade olympique (Rome)                                                    | N/C                                           |
| 20                                    | 1967    | 38           | AC Milan                                      | 1 – 0                                         | Calcio Padoue                                 | Stade olympique (Rome)                                                    | N/C                                           |
| 21                                    | 1968    | 36           | Torino FC (3)                                 | Éditions sous forme de championnat.           | Éditions sous forme de championnat.           | Éditions sous forme de championnat.                                       | Éditions sous forme de championnat.           |
| 22                                    | 1969    | 36           | AS Rome (2)                                   | Éditions sous forme de championnat.           | Éditions sous forme de championnat.           | Éditions sous forme de championnat.                                       | Éditions sous forme de championnat.           |
| 23                                    | 1970    | 36           | Bologne FC                                    | Éditions sous forme de championnat.           | Éditions sous forme de championnat.           | Éditions sous forme de championnat.                                       | Éditions sous forme de championnat.           |
| 24                                    | 1971    | 36           | Torino FC (4)                                 | Éditions sous forme de championnat.           | Éditions sous forme de championnat.           | Éditions sous forme de championnat.                                       | Éditions sous forme de championnat.           |
| 25                                    | 1972    | 36           | AC Milan (2)                                  | 2 – 0                                         | SSC Naples                                    | Stade olympique (Rome)                                                    | N/C                                           |
| 26                                    | 1973    | 36           | AC Milan (3)                                  | 1 – 1 (5 - 2 tab)                             | Juventus FC                                   | Stade olympique (Rome)                                                    | N/C                                           |
| 27                                    | 1974    | 36           | Bologne FC (2)                                | 1 – 1 (4 - 3 tab)                             | US Palerme                                    | Stade olympique (Rome)                                                    | 18 000                                        |
| 28                                    | 1975    | 36           | ACF Fiorentina (4)                            | 3 – 2                                         | AC Milan                                      | Stade olympique (Rome)                                                    | 40 000                                        |
| 29                                    | 1976    | 36           | SSC Naples (2)                                | 4 – 0                                         | Hellas Vérone                                 | Stade olympique (Rome)                                                    | N/C                                           |
| 30                                    | 1977    | 36           | AC Milan (4)                                  | 2 – 0                                         | Inter Milan                                   | Stade San Siro (Milan)                                                    | N/C                                           |
| 31                                    | 1978    | 36           | Inter Milan (2)                               | 2 – 1                                         | SSC Naples                                    | Stade olympique (Rome)                                                    | N/C                                           |
| 32                                    | 1979    | 36           | Juventus FC (6)                               | 2 – 1 ap                                      | US Palerme                                    | Stade San Paolo (Naples)                                                  | 40 000                                        |
| 33                                    | 1980    | 36           | AS Rome (3)                                   | 0 – 0 (3 - 2 tab)                             | Torino FC                                     | Stade olympique (Rome)                                                    | N/C                                           |
| 34                                    | 1981    | 36           | AS Rome (4)                                   | 1 – 1 1 – 1 (4 - 2 tab)                       | Torino FC                                     | Stade olympique (Rome) Stade communal (Turin)                             | N/C                                           |
| 35                                    | 1982    | 36           | Inter Milan (3)                               | 1 – 0 1 – 1                                   | Torino FC                                     | Stade San Siro (Milan) Stade communal (Turin)                             | N/C                                           |
| 36                                    | 1983    | 48           | Juventus FC (7)                               | 0 – 2 3 – 0                                   | Hellas Vérone                                 | Stade Marcantonio-Bentegodi (Vérone) Stade communal (Turin)               | N/C                                           |
| 37                                    | 1984    | 48           | AS Rome (5)                                   | 1 – 1 1 – 0                                   | Hellas Vérone                                 | Stade Marcantonio-Bentegodi (Vérone) Stade olympique (Rome)               | N/C                                           |
| 38                                    | 1985    | 48           | UC Sampdoria                                  | 1 – 0 2 – 1                                   | AC Milan                                      | Stade San Siro (Milan) Stade Luigi-Ferraris (Gênes)                       | N/C                                           |
| 39                                    | 1986    | 48           | AS Rome (6)                                   | 1 – 2 2 – 0                                   | UC Sampdoria                                  | Stade Luigi-Ferraris (Gênes) Stade olympique (Rome)                       | N/C                                           |
| 40                                    | 1987    | 48           | SSC Naples (3)                                | 3 – 0 1 – 0                                   | Atalanta Bergame                              | Stade San Paolo (Naples) Stade communal (Bergame)                         | N/C                                           |
| 41                                    | 1988    | 48           | UC Sampdoria (2)                              | 2 – 0 1 – 2 ap                                | Torino FC                                     | Stade Luigi-Ferraris (Gênes) Stade communal (Turin)                       | N/C                                           |
| 42                                    | 1989    | 48           | UC Sampdoria (3)                              | 0 – 1 4 – 0                                   | SSC Naples                                    | Stade San Paolo (Naples) Stade Giovanni-Zini (Crémone)                    | 70 300 34 400                                 |
| 43                                    | 1990    | 48           | Juventus FC (8)                               | 0 – 0 1 – 0                                   | AC Milan                                      | Stade communal (Turin) Stade San Siro (Milan)                             | 30 105 83 561                                 |
| 44                                    | 1991    | 48           | AS Rome (7)                                   | 3 – 1 1 – 1                                   | UC Sampdoria                                  | Stade olympique (Rome) Stade Luigi-Ferraris (Gênes)                       | 55 067 36 577                                 |
| 45                                    | 1992    | 48           | Parme FC                                      | 0 – 1 2 – 0                                   | Juventus FC                                   | Stade des Alpes (Turin) Stade Ennio-Tardini (Parme)                       | 47 872 24 471                                 |
| 46                                    | 1993    | 48           | Torino FC (5)                                 | 3 – 0 2 – 5                                   | AS Rome                                       | Stade des Alpes (Turin) Stade olympique (Rome)                            | 43 732 63 646                                 |
| 47                                    | 1994    | 48           | UC Sampdoria (4)                              | 0 – 0 6 – 1                                   | US Anconitana ASD                             | Stadio Del Conero (Ancône) Stade Luigi-Ferraris (Gênes)                   | 16 871 39 000                                 |
| 48                                    | 1995    | 48           | Juventus FC (9)                               | 1 – 0 2 – 0                                   | Parme FC                                      | Stade des Alpes (Turin) Stade Ennio-Tardini (Parme)                       | 33 840 23 823                                 |
| 49                                    | 1996    | 48           | ACF Fiorentina (5)                            | 1 – 0 2 – 0                                   | Atalanta Bergame                              | Stade Artemio-Franchi (Florence) Stadio Atleti Azzurri d'Italia (Bergame) | 39 992 25 977                                 |
| 50                                    | 1997    | 48           | Vicence                                       | 0 – 1 3 – 0                                   | SSC Naples                                    | Stade San Paolo (Naples) Stade Romeo-Menti (Vicence)                      | 65 932 19 144                                 |
| 51                                    | 1998    | 48           | SS Lazio (2)                                  | 0 – 1 3 – 1                                   | AC Milan                                      | Stade San Siro (Milan) Stade olympique (Rome)                             | 63 564 64 189                                 |
| 52                                    | 1999    | 48           | Parme FC (2)                                  | 1 – 1 2 – 2                                   | ACF Fiorentina                                | Stade Ennio-Tardini (Parme) Stade Artemio-Franchi (Florence)              | 21 038 39 070                                 |
| 53                                    | 2000    | 48           | SS Lazio (3)                                  | 2 – 1 0 – 0                                   | Inter Milan                                   | Stade olympique (Rome) Stade San Siro (Milan)                             | 35 000 53 406                                 |
| 54                                    | 2001    | 48           | ACF Fiorentina (6)                            | 1 – 0 1 – 1                                   | Parme FC                                      | Stade Ennio-Tardini (Parme) Stade Artemio-Franchi (Florence)              | 17 685 37 664                                 |
| 55                                    | 2002    | 48           | Parme FC (3)                                  | 1 – 2 1 – 0                                   | Juventus FC                                   | Stade des Alpes (Turin) Stade Ennio-Tardini (Parme)                       | 35 874 26 864                                 |
| 56                                    | 2003    | 48           | AC Milan (5)                                  | 4 – 1 2 – 2                                   | AS Rome                                       | Stade olympique (Rome) Stade San Siro (Milan)                             | 60 647 76 061                                 |
| 57                                    | 2004    | 48           | SS Lazio (4)                                  | 2 – 0 2 – 2                                   | Juventus FC                                   | Stade olympique (Rome) Stade des Alpes (Turin)                            | 62 204 38 849                                 |
| 58                                    | 2005    | 52           | Inter Milan (4)                               | 2 – 0 1 – 0                                   | AS Rome                                       | Stade olympique (Rome) Stade San Siro (Milan)                             | 73 437 72 034                                 |
| 59                                    | 2006    | 52           | Inter Milan (5)                               | 1 – 1 3 – 1                                   | AS Rome                                       | Stade olympique (Rome) Stade San Siro (Milan)                             | 64 000 59 000                                 |
| 60                                    | 2007    | 52           | AS Rome (8)                                   | 6 – 2 1 – 2                                   | Inter Milan                                   | Stade olympique (Rome) Stade San Siro (Milan)                             | 39 095 26 606                                 |
| 61                                    | 2008    | 52           | AS Rome (9)                                   | 2 – 1                                         | Inter Milan                                   | Stade olympique (Rome)                                                    | 60 000                                        |
| 62                                    | 2009    | 78           | SS Lazio (5)                                  | 1 – 1 (6 - 5 tab)                             | UC Sampdoria                                  | Stade olympique (Rome)                                                    | 68 000                                        |
| 63                                    | 2010    | 78           | Inter Milan (6)                               | 1 – 0                                         | AS Rome                                       | Stade olympique (Rome)                                                    | 55 000                                        |
| 64                                    | 2011    | 78           | Inter Milan (7)                               | 3 – 1                                         | US Palerme                                    | Stade olympique (Rome)                                                    | 70 000                                        |
| 65                                    | 2012    | 78           | SSC Naples (4)                                | 2 – 0                                         | Juventus FC                                   | Stade olympique (Rome)                                                    | 70 000                                        |
| 66                                    | 2013    | 78           | SS Lazio (6)                                  | 1 – 0                                         | AS Rome                                       | Stade olympique (Rome)                                                    | 70 000                                        |
| 67                                    | 2014    | 78           | SSC Naples (5)                                | 3 – 1                                         | ACF Fiorentina                                | Stade olympique (Rome)                                                    | 65 000                                        |
| 68                                    | 2015    | 78           | Juventus FC (10)                              | 2 – 1 ap                                      | SS Lazio                                      | Stade olympique (Rome)                                                    | 60 000                                        |
| 69                                    | 2016    | 78           | Juventus FC (11)                              | 1 – 0 ap                                      | AC Milan                                      | Stade olympique (Rome)                                                    | 67 123                                        |
| 70                                    | 2017    | 78           | Juventus FC (12)                              | 2 – 0                                         | SS Lazio                                      | Stade olympique (Rome)                                                    | 66 341                                        |
| 71                                    | 2018    | 78           | Juventus FC (13)                              | 4 – 0                                         | AC Milan                                      | Stade olympique (Rome)                                                    | 66 400                                        |
| 72                                    | 2019    | 78           | SS Lazio (7)                                  | 2 – 0                                         | Atalanta Bergame                              | Stade olympique (Rome)                                                    | 57 059                                        |
| 73                                    | 2020    | 78           | SSC Naples (6)                                | 0 - 0 (4 - 2 tab)                             | Juventus FC                                   | Stade olympique (Rome)                                                    | 0                                             |
| 74                                    | 2021    | 78           | Juventus FC (14)                              | 2 - 1                                         | Atalanta Bergame                              | Stadio di Reggio Emilia Città del Tricolore (Sassuolo)                    | 4 300                                         |
| 75                                    | 2022    | 44           | Inter Milan (8)                               | 4 – 2 ap                                      | Juventus FC                                   | Stade olympique (Rome)                                                    | 67 944                                        |
| 76                                    | 2023    | 44           | Inter Milan (9)                               | 2 – 1                                         | ACF Fiorentina                                | Stade olympique (Rome)                                                    | 68 500                                        |
| 77                                    | 2024    | 44           | Juventus FC (15)                              | 1 - 0                                         | Atalanta Bergame                              | Stade olympique (Rome)                                                    | 70 634                                        |
| 78                                    | 2025    | 44           | Bologne FC (3)                                | 1 - 0                                         | AC Milan                                      | Stade olympique (Rome)                                                    | 68 500                                        |

## Palmarès par club
| Rang | Club              | Titres (éditions)                                                                             | Finales perdues (éditions)                                      |
| ---- | ----------------- | --------------------------------------------------------------------------------------------- | --------------------------------------------------------------- |
| 1    | Juventus FC       | 15 (1938, 1942, 1959, 1960, 1965, 1979, 1983, 1990, 1995, 2015, 2016, 2017, 2018, 2021, 2024) | 7 (1973, 1992, 2002, 2004, 2012, 2020, 2022)                    |
| 2    | AS Rome           | 9 (1964, 1969, 1980, 1981, 1984, 1986, 1991, 2007, 2008)                                      | 8 (1937, 1941, 1993, 2003, 2005, 2006, 2010, 2013)              |
| 2    | Inter Milan       | 9 (1939, 1978, 1982, 2005, 2006, 2010, 2011, 2022, 2023)                                      | 6 (1959, 1965, 1977, 2000, 2007, 2008)                          |
| 4    | SS Lazio          | 7 (1958, 1998, 2000, 2004, 2009, 2013, 2019)                                                  | 3 (1961, 2015, 2017)                                            |
| 5    | ACF Fiorentina    | 6 (1940, 1961, 1966, 1975, 1996, 2001)                                                        | 5 (1958, 1960, 1999, 2014, 2023)                                |
| 5    | SSC Naples        | 6 (1962, 1976, 1987, 2012, 2014, 2020)                                                        | 4 (1972, 1978, 1989, 1997)                                      |
| 7    | AC Milan          | 5 (1967, 1972, 1973, 1977, 2003)                                                              | 10 (1942, 1968, 1971, 1975, 1985, 1990, 1998, 2016, 2018, 2025) |
| 7    | Torino FC         | 5 (1936, 1943, 1968, 1971, 1993)                                                              | 8 (1938, 1963, 1964, 1970, 1980, 1981, 1982, 1988)              |
| 9    | UC Sampdoria      | 4 (1985, 1988, 1989, 1994)                                                                    | 3 (1986, 1991, 2009)                                            |
| 10   | Parme Calcio      | 3 (1992, 1999, 2002)                                                                          | 2 (1995, 2001)                                                  |
| 11   | Bologne FC        | 3 (1970, 1974, 2025)                                                                          | 0                                                               |
| 12   | Atalanta Bergame  | 1 (1963)                                                                                      | 5 (1987, 1996, 2019, 2021, 2024)                                |
| 12   | CFC Genoa         | 1 (1937)                                                                                      | 1 (1940)                                                        |
| 12   | Venise FC         | 1 (1941)                                                                                      | 1 (1943)                                                        |
| 12   | Vado FC           | 1 (1922)                                                                                      | 0                                                               |
| 12   | Vicence           | 1 (1997)                                                                                      | 0                                                               |
| 17   | Hellas Vérone     | 0                                                                                             | 3 (1976, 1983, 1984)                                            |
| 17   | US Palerme        | 0                                                                                             | 3 (1974, 1979, 2011)                                            |
| 17   | Udinese Calcio    | 0                                                                                             | 1 (1922)                                                        |
| 17   | US Alexandrie     | 0                                                                                             | 1 (1936)                                                        |
| 17   | Novare Calcio     | 0                                                                                             | 1 (1939)                                                        |
| 17   | SPAL              | 0                                                                                             | 1 (1962)                                                        |
| 17   | Catanzaro Calcio  | 0                                                                                             | 1 (1966)                                                        |
| 17   | Calcio Padoue     | 0                                                                                             | 1 (1967)                                                        |
| 17   | US Anconitana ASD | 0                                                                                             | 1 (1994)                                                        |

### Bilan

#### Par ville
| Ville       | Titres | Clubs vainqueurs          |
| ----------- | ------ | ------------------------- |
| Turin       | 20     | Juventus (15), Torino (5) |
| Rome        | 16     | AS Rome (9), Lazio (7)    |
| Milan       | 14     | Inter (9), Milan (5)      |
| Florence    | 6      | ACF Fiorentina (6)        |
| Naples      | 6      | Naples (6)                |
| Gênes       | 5      | Sampdoria (4), Genoa (1)  |
| Parme       | 3      | Parme (3)                 |
| Bologne     | 3      | Bologne (3)               |
| Vicence     | 1      | Vicence (1)               |
| Bergame     | 1      | Atalanta (1)              |
| Venise      | 1      | Venise (1)                |
| Vado Ligure | 1      | Vado (1)                  |

#### Par région
| Région         | Titres | Clubs vainqueurs                   |
| -------------- | ------ | ---------------------------------- |
| Piémont        | 20     | Juventus (15), Torino (5)          |
| Latium         | 16     | Roma (9), Lazio (7)                |
| Lombardie      | 15     | Inter (9), Milan (5), Atalanta (1) |
| Toscane        | 6      | Fiorentina (6)                     |
| Campanie       | 6      | Naples (6)                         |
| Ligurie        | 6      | Sampdoria (4), Genoa (1), Vado (1) |
| Émilie-Romagne | 6      | Parme (3), Bologne (3)             |
| Vénétie        | 2      | Vicence (1), Venise (1)            |